# Jaring Walta (schilder)
Jaring Douwes Walta (Westhem, 12 maart 1887 – Leeuwarden, 19 november 1971) was een Nederlandse kunstschilder, tekenaar en etser.

## Leven en werk
Walta was een zoon van vrachtrijder Douwe Walta en Afke Nijholt. In 1910 trouwde hij met Berber Rijpma en startte een schildersbedrijf en lakspuiterij aan de Buorren in Wijtgaard. 
Op aanraden van zijn oom, de landschapsschilder Gerben Rijpma, begon Walta met kunstschilderen. Hij volgde avondlessen decoratief en vrij tekenen op de avondschool in Leeuwarden en was een leerling van Evert Caspers. Walta schilderde landschappen, portretten en stillevens en maakte houtgravures. In 1956 exposeerde hij met zijn zoon Meinte Walta in het Kunstcentrum Prinsentuin in Leeuwarden met de tentoonstelling Twee generaties Walta. In 1972, een jaar na zijn overlijden, deed ook kleinzoon Klaas mee in Drie generaties Walta, opnieuw in de Prinsentuin.
Walta was lid van de Boun fan Fryske kunstners. Hij overleed in 1971 op 84-jarige leeftijd.